# Прыговка
Прыговка (бел. Прыгаўка) — деревня в Кричевском районе Могилёвской области Белоруссии. Входит в состав Костюшковичского сельсовета.

## География
Деревня находится в северо-восточной части Могилёвской области, в пределах Оршанско-Могилёвской равнины, при автодороге Р43, к западу от реки Добрости, на расстоянии примерно 6 километров (по прямой) к западу-юго-западу (WSW) от Кричева, административного центра района. Абсолютная высота — 155 метров над уровнем моря.

## История
Согласно «Списку населенных мест Могилёвской губернии» 1910 года издания населённый пункт входил в состав Кричевской волости Чериковского уезда Могилёвской губернии. В деревне имелось 17 дворов и проживало 152 человека (86 мужчин и 66 женщин).

## Население
По данным переписи 2009 года, в деревне проживало 26 человек.